# رانديفو (فلم 2016)
رانديفو (بالإنجليزية: The Rendezvous) هو فيلم حركة مغامرة أمريكيون  من إخراج أمين مطالقة وسيناريو تيريل سيلتزر. مأخوذ من كتاب أغنية جديدة المكتوب من قبل سارة اسياس. الفيلم من بطولة رضا جفري، ستانا كاتيك، رونالد جوتمان، جلين فليشلر، داربي ستانشفيلد ونديم صوالحة. تم تصوير الفيلم في البتراء، الأردن، لوس أنجلوس والولايات المتحدة.

## القصة
تدور أحداث الفيلم حول مغامرة تفعمها الرومانسية بين (ريتشيل) و (جايك)، حيث الأولى طبيبة يهودية أمريكية والأخير مسئول حكومي عربي أمريكي، واللذان يشرعا في حل لغز مقتل شقيق ريتشيل صائد (الكنوز).. وخلال هذا يتم أسرهما من قبل مجموعة القيامة أو - كما يلقبوا أنفسهم - (أرماجدونايتس)، والذين يعتقدوا بأن ريتشيل وجايك في حوزتهما مُخطط قديم يسفر عن نهاية العالم.

## بطولة
طاقم التمثيل:
- ستانا كاتيك بدور (ريتشيل روزمان)
- جلين فليشلر بدور (كونراد هانلي)
- رازا جافري بدور (جيك الشادي)
- داربي ستانشفيلد بدور (روثي)
- رونالد جوتمان
- نديم صوالحة
- ألفونسو باساف بدور (بلتران رايس)
- ميج كيوني بدور (ليسبيث)

## طاقم العمل
طاقم عمل الفيلم:

### تأليف
- تيريل سلتزر (سيناريو وحوار)
- سارة إيزاس (اقتباسًا عن كتابها)

### إخراج
- آن ماري جاسر
- أمين مطالقة

### مونتاج
- ساشا دايلان بيل

### إنتاج
- دان هالستيد
- تريشيا جيبس

### ملابس
- فيادرا داداليا

### موسيقى
- أوستن وينتري

### ديكور
- أنس بلاوي
- ميرين مارانون

### كاستينج
- ليندسي فايسميلر

## الإنتاج
في فبراير / شباط حتى مارس / آذار 2015، قام المخرج مطالقة باختيار الأردن لتصوير الفيلم الذي استغرق ثلاثة أسابيع قبل بدء التصوير.
بدأت مرحلة ما بعد الإنتاج في 29 يونيو 2015 مع ساشا ديلان بيل وتم الإعلان عنه كمحرر في نفس اليوم.
في 17 يوليو 2015 كشف أوستن وينتوري عن تأليفه للفيلم.

### التمثيل
في 2 يوليو 2015 تم الإعلان رسميا عن ستانا كاتيك ورضا جفري كابطال للفيلم بعد الانتهاء من التصوير الرئيسي. كما أعلن رسميا في نفس اليوم تمثيل ألفونسو باساف، رونالد جوتمان، جلين فليشلر، داربي ستانشفيلد ونديم صوالحة.

### التصوير
انتهى التصوير الرئيسي في 25 يونيو 2015. تم تصوير الفيلم في البتراء، الأردن، ولوس أنجلوس، الولايات المتحدة.

## العرض
تم عرض الفيلم أول مرة في مهرجان ميل فالي السينمائي في نوفمبر 2016، وبعد ذلك تم عرضه في مهرجان سانت لويس السينمائي ومهرجان هافانا السينمائي ومهرجان لون ستار ومهرجان هيرتلاند السينمائي.

## وصلات خارجية
- مقالات تستعمل روابط فنية بلا صلة مع ويكي بيانات

- الموقع الرسمي للفيلم
- رانديفو على أول موفي
- رانديفو على قاعدة بيانات الأفلام العربية
- رانديفو على قاعدة بيانات الأفلام على الإنترنت
- رانديفو على روتن توميتوز